# Ambrogio Casati
Ambrogio Casati (* 27. Dezember 1897 in Voghera, Italien; † 19. Juli 1977 ebenda (nach anderen Angaben: Pavia)) war ein italienischer futuristischer Maler und Bildhauer.

## Leben
Casati studierte in Paris Bildhauerei. Nach seiner Rückkehr nach Italien schloss er sich Filippo Tommaso Marinetti und der futuristischen Bewegung an, die in der italienischen Kunstszene an Bedeutung gewann. Seine bekanntesten Werke sind Der Tanz der Stühle (1931) und Portrait von Marinetti (1927).
Casati war auch der Mentor des Computer-Kunst-Pioniers Aldo Giorgini.